# Biblioteca Reial Danesa
La Biblioteca Reial de Copenhaguen (danès:Det Kongelige Bibliotek) és la biblioteca nacional de Dinamarca i la major i més important biblioteca d'Escandinàvia. Conté molts tresors històrics, pel fet que totes les obres que s'han imprès a Dinamarca des del segle xvii es dipositen allí.

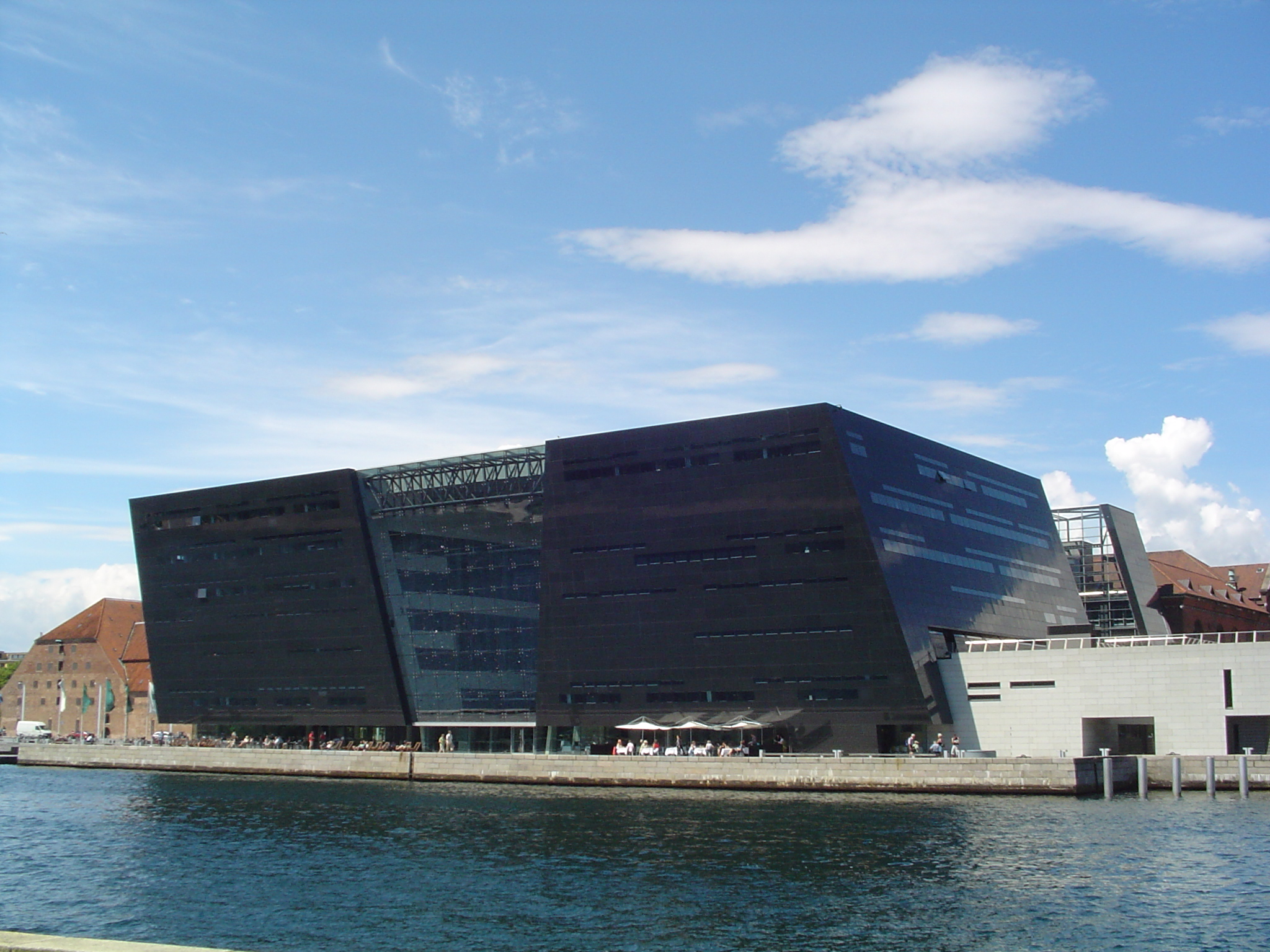
El Diamant Negre fou construït en 1999, adjacent a l'edifici del 1906, vist des del sud-est.

La biblioteca va ser fundada entorn del 1648 per Frederic III de Dinamarca que la va dotar amb una àmplia col·lecció d'obres europees. Va ser oberta al públic en 1793. En 1989 es va fusionar amb la prestigiosa Biblioteca Universitària. En 2005 s'anuncià la fusió amb la Biblioteca Nacional Danesa de Ciències i Medicina (actualment Biblioteca de la Facultat de Ciències Naturals i de la Salut). El nom oficial de l'organització a partir de l'1 de gener del 2006 és Biblioteca Reial, Biblioteca Nacional de Dinamarca i de la Universitat de Copenhaguen.
Avui dia compta amb quatre seus: una a Fiolstræde, al centre de Copenhaguen, especialitzada en les ciències socials, una a Amager especialitzada en el camp de les humanitats, una a Nørrebro especialitzada en ciències naturals i de la salut; i la biblioteca principal a Slotsholmen d'abast general.
L'antic edifici de Slotsholmen fou construït en 1906 i és una còpia de la capella del Palau de Carlemany de la Catedral d'Aquisgrà. En 1999, un nou edifici adjacent a l'anterior fou inaugurat a Slotsholmen, conegut com el "Diamant Negre" (Den sorte diamant). El nom es deu a la seva cobertura de marbre negre i cristall. Alberga una sala de concerts, a més de la biblioteca.

## Robatori
Entre 1968 i 1978, la biblioteca va sofrir un dels robatoris de llibres més gran que es coneixen. Un empleat de la biblioteca del departament del fons oriental que es deia Frede Møller-Kristensen aconseguí robar uns 3.200 llibres històrics per valor de més de 40 milions d'euros, incloent-hi manuscrits de Luter o primeres edicions de Kant, Thomas More i Milton. El robatori no fou detectat fins al 1975.
Entre 1998 i 2002 el lladre va vendre llibres per valor d'uns $2 milions en diverses subhastes. El cas va ser finalment resolt el setembre de 2003, després que un llibre robat es posés en venda a la seu de Londres de Christie's.
El lladre havia mort al febrer de 2003. Però, després de la seva mort, la seva família havia seguit venent els llibres. Després d'inspeccionar la casa de la família, en novembre del 2003, més de 1500 llibres van ser recuperats. El juny de 2004, la seva esposa, fill, nora i un amic de la família van ser condemnats a penes de presó entre 18 mesos i 3 anys; encara que l'amic va ser absolt en apel·lació. L'abril de 2005, una filla del lladre també va ser declarada culpable.